# 김인규 (1935년)
김인규(1935년 1월 17일 ~ 2023년 1월 19일)는 대한민국의 정치인이다. 제37·38대 마산시장을 역임했다.

## 학력
- 월영국민학교 (졸업)
- 마산중학교 (졸업)
- 마산고등학교 (졸업)
- 부산수산대학교 (졸업)
- 경남대학교 경영대학원 (수료)

## 역대 선거 결과
|  | 33.36% |

|  | 81.50% |